# Jean-Christophe Angelini
Jean-Christophe Angelini (Porto-Vecchio, 27 de novembre del 1975) és un polític, escriptor i empresari cors. Ja el 1990 va pertànyer a l'associació Embiu di Quinci, per a promoure la cultura corsa. Durant els anys 1990 fou dirigent del sindicat d'estudiants Cunsulta di i Studienti Corsi a la Universitat de Corti, on es llicencià en dret públic, i col·laborà a la revista literària A Pian' d'Avretu. També milità a Corsica Nazione fins que el 1993 fou assassinat Robert Sozzi. El 2001 fou escollit regidor de l'ajuntament de Porto Vecchio. El 2003 Nicolas Sarkozy, aleshores ministre d'interior francès, el va consultar sobre la situació interna de Còrsega.
Posteriorment ha estat nomenat secretari general del Partit de la Nació Corsa, amb el qual a les eleccions de 2004 fou escollit membre de l'Assemblea de Còrsega. El 22 de gener de 2008 fou empresonat a Marsella acusat d'associació de malfactors en relació al cas de la Société méditerranéenne de sécurité (SMS), però fou posat en llibertat el 13 de desembre de 2008.

## Obres
- Fiaccula d'Amore (1991)